# جانی آرنت
جانی آرنت (انگلیسی: Janni Arnth؛ زادهٔ ۱۵ اکتبر ۱۹۸۶) بازیکن فوتبال اهل دانمارک است.
از باشگاه‌هایی که در آن بازی کرده‌است می‌توان به باشگاه فوتبال لینشوپینگ اشاره کرد.
وی همچنین در تیم‌های ملی فوتبال Denmark women's national under-17 football team, Denmark women's national under-19 football team, Denmark women's national under-23 football team، و زنان دانمارک بازی کرده‌است.